# Mewo’ot Jericho
Mewo’ot Jericho (hebr. מבואות יריחו) – nieautoryzowane osiedle żydowskie położone w samorządzie regionu Bika’at ha-Jarden, w Judei i Samarii, w Izraelu.
Leży w Dolinie Jordanu, na północ od miasta Jerycho. Mewo’ot Jericho położone jest w odległości 24,7 km od granicy z Autonomią Palestyńską.
Miejscowość założona w 1999 roku jako osiedle żydowskie na Zachodnim Brzegu Jordanu na południu od Doliny Jordanu i północ od miasta Jerycho. Mewo’ot Jericho znajduje się na wysokości 150 m n.p.m. W 2000 roku Mewo’ot Jericho uzyskało status osady rolniczej.
W osiedlu mieszkają 25 rodziny zajmujące się głównie uprawą roli. Znajdują się tam gaje figowe i cytrusowe. W Mewo’ot Jericho znajduje się pierwsza na świecie zasilana energia słoneczna mykwa zbudowana w 2007 roku.
Liczne znaleziska archeologiczne świadczą obecności starożytnego osadnictwa żydowskiego na tym terenie. Pozostałości akweduktu i synagogi Na'aran pochodzą z VI wieku n.e. 